# XX Settembre
XX Settembre è la zona urbanistica 1F del Municipio Roma I di Roma Capitale.
Prende nome dalla strada principale, via Venti Settembre, istituita il 30 novembre 1871 e dedicata al giorno del 1870 in cui le truppe italiane, guidate dal generale Cadorna, entrarono in Roma attraverso una breccia aperta nelle mura aureliane vicino a Porta Pia.

## Geografia fisica

### Territorio
Si estende, in diversa misura, sui rioni R. XVI Ludovisi, R. XVII Sallustiano, R. XVIII Castro Pretorio e R. II Trevi.
La zona confina:
- a nord con la zona urbanistica 2D Salario
- a nord-est con la zona urbanistica 3A Nomentano
- a est con la zona urbanistica 3X Università
- a sud con la zona urbanistica 1E Esquilino
- a ovest con la zona urbanistica 1A Centro Storico